# IJsselsteden
De IJsselsteden zijn de steden die zich aan de rivier de IJssel bevinden. De IJssel stroomt in de provincies Gelderland en Overijssel, alwaar de IJsselsteden zich dus ook bevinden. De IJsselsteden kenden hun bloei tijdens de jaren van de Hanze, rond haar jaar 1000.

## Geschiedenis
De geschiedenis van de IJsselsteden begon in 695, toen Sint Willibrord in Utrecht zetelde. Hij kreeg een groot gebied in handen en later hoorde hier ook het gebied van de IJsselsteden bij. De bisschop van Utrecht bleef de eeuwen daarna ondanks oorlogen, zo vielen de Noormannen binnen, zijn macht weten te behouden. Tot 1528 bleef de Unie van Utrecht de macht houden, hierna werd de macht over gedragen aan keizer Karel V. Drie steden waren machtig onder de bisschop: Deventer, Kampen en Zwolle, waarvan de eerste twee IJsselsteden waren.
Nadat de Filips II aan de macht kwam, was het gedaan met de vrijheid van de steden. Hier waren de belangrijke IJsselsteden niet blij mee, want Philips II had het plan alle 'ketters' te verbranden of in ieder geval te verdrijven. Hierna begon de Tachtigjarige Oorlog, waarin de Unie van Utrecht, en daarmee de IJsselsteden, een rol speelden. Na de tachtigjarige oorlog was een deel van Overijssel protestants (calvinistisch) en een deel van Overijssel katholiek. Slechts in de IJsselsteden bevonden zich enkele Duitse kooplieden die luthers waren.
In de zeventiende eeuw werd Overijssel bestuurd door de steden Deventer, Kampen en Zwolle en drie ridderschappen, elk stuurde één gedeputeerde, die dagelijks overleg pleegden. Een eeuw later, toen Overijssel met de andere gewesten verenigd was, kon men niet meer de burgemeester kiezen. Men moest twee kandidaten voorleggen aan de stadhouder. De stadhouder had grote macht, waartegen werd gestreden door de IJsselsteden.
Tijdens de Bataafse Revolutie kozen de IJssel steden al snel partij voor de revolutie. Het begon in het noorden van de IJssel en trok snel naar het zuiden op.

### Zwolle als IJsselstad
Tussen Zwolle en de IJsselsteden, voornamelijk Deventer en Kampen, zijn grote conflicten geweest. Zwolle wilde graag een kanaal graven van de binnenstad naar de IJssel. Dit werd eeuwenlang tegengewerkt door Deventer en Kampen, die die concurrentie niet wilden. Pas in 1819 kwam de Willemsvaart er en in 1964 het Zwolle-IJsselkanaal. Sinds die tijd is Zwolle pas een IJsselstad.

## Lijst van IJsselsteden
Lijst van IJsselsteden van de afsplitsing ten oosten van Arnhem tot het stromen in het Ketelmeer.
- Doesburg (hanzestad)
- Dieren
- Zutphen (hanzestad)
- Deventer (hanzestad)
- Hattem (hanzestad)
- Zwolle (hanzestad)
- IJsselmuiden
- Kampen (hanzestad)